# Жихарев, Василий Дмитриевич
Василий Дмитриевич Жихарев (1 января 1908, Кемеровская область — 10 августа 1979, Новосибирск) — подполковник Советской Армии, участник Великой Отечественной войны, Герой Советского Союза (1944).

## Биография
Василий Жихарев родился 1 января 1908 года в селе Кайла (ныне — Яйский район Кемеровской области). Окончил сельскую школу. В годы Гражданской войны был связным в отряде красных партизан. В возрасте восемнадцати лет стал председателем Кайлинского сельского совета, а затем председателем колхоза. Учился на рабфаке при Томском государственном университете. В ноябре 1929 года Жихарев был призван на службу в Рабоче-крестьянскую Красную Армию. В 1934 году он окончил Одесскую военную школу пилотов, после чего служил в Новосибирске. С 1942 года — на фронтах Великой Отечественной войны. Принимал участие в боях на Сталинградском, 4-м Украинском и 3-м Белорусском фронтах.
К декабрю 1943 года гвардии майор Василий Жихарев командовал эскадрильей 74-го гвардейского штурмового авиаполка 1-й гвардейской штурмовой авиадивизии 8-й воздушной армии 4-го Украинского фронта. К тому времени он совершил 315 боевых вылетов на штурмовку скоплений живой силы и боевой техники противника, нанеся тому большие потери.
Указом Президиума Верховного Совета СССР от 13 апреля 1944 года за «образцовое выполнение боевых заданий командования на фронте борьбы с немецкими захватчиками и проявленные при этом мужество и героизм» гвардии майор Василий Жихарев был удостоен высокого звания Героя Советского Союза с вручением ордена Ленина и медали «Золотая Звезда».
Конец войны Жихарев встретил командиром штурмового авиаполка. После окончания войны он продолжил службу в Советской Армии. Окончил Высшие офицерские курсы. В 1950 году в звании подполковника Жихарев был уволен в запас. Проживал и работал в Калининграде, а в 1966 году переехал в Новосибирск. Занимался общественной деятельностью, при его непосредственном участии в Новосибирске был открыт музей Боевой Славы 1-й гвардейской штурмовой авиадивизии. Умер 10 августа 1979 года, похоронен на Заельцовском кладбище Новосибирска.
Был также награждён тремя орденами Красного Знамени, орденами Суворова 3-й степени, Отечественной войны 1-й степени, Александра Невского, Красной Звезды, рядом медалей.